# Eberhard Rösch
Eberhard Rösch, född 9 april 1954 i Karl-Marx-Stadt, är en tysk före detta skidskytt.
Rösch blev olympisk bronsmedaljör på 20 kilometer vid vinterspelen 1980 i Lake Placid.